# Pentopetia bosseri
Pentopetia bosseri är en oleanderväxtart som beskrevs av J. Klackenberg. Pentopetia bosseri ingår i släktet Pentopetia och familjen oleanderväxter. Inga underarter finns listade i Catalogue of Life.